# Lake Summerset, Illinois
Lake Summerset là một nơi ấn định cho điều tra dân số thuộc quận Winnebago, tiểu bang Illinois, Hoa Kỳ. Năm 2010, dân số của nơi ấn định cho điều tra dân số này là 2048 người.

## Dân số
Dân số qua các năm:
- Năm 2000: 2061 người.
- Năm 2010: 2048 người.